# Kirche Estorf (Weser)

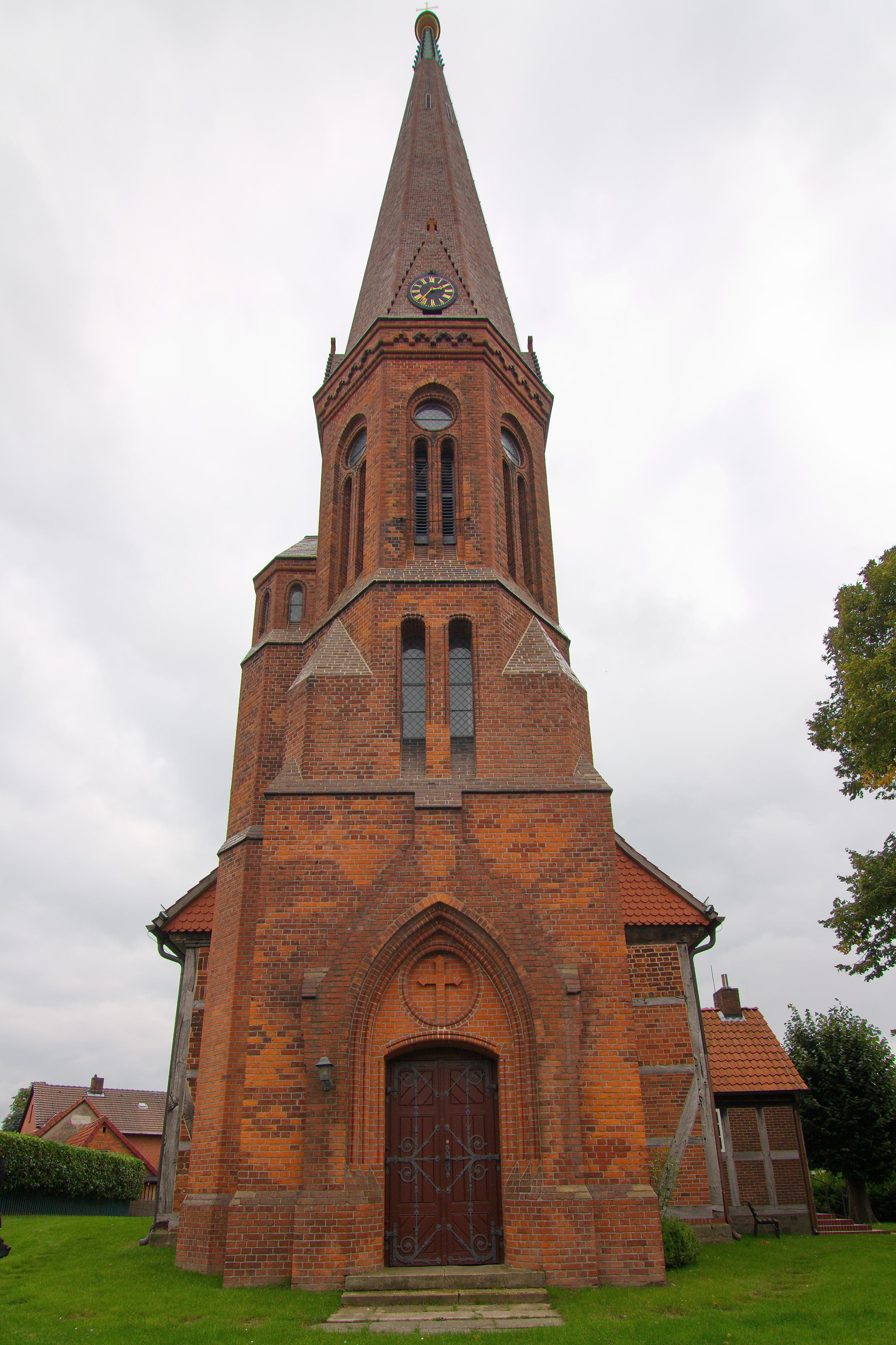
Kirche Estorf

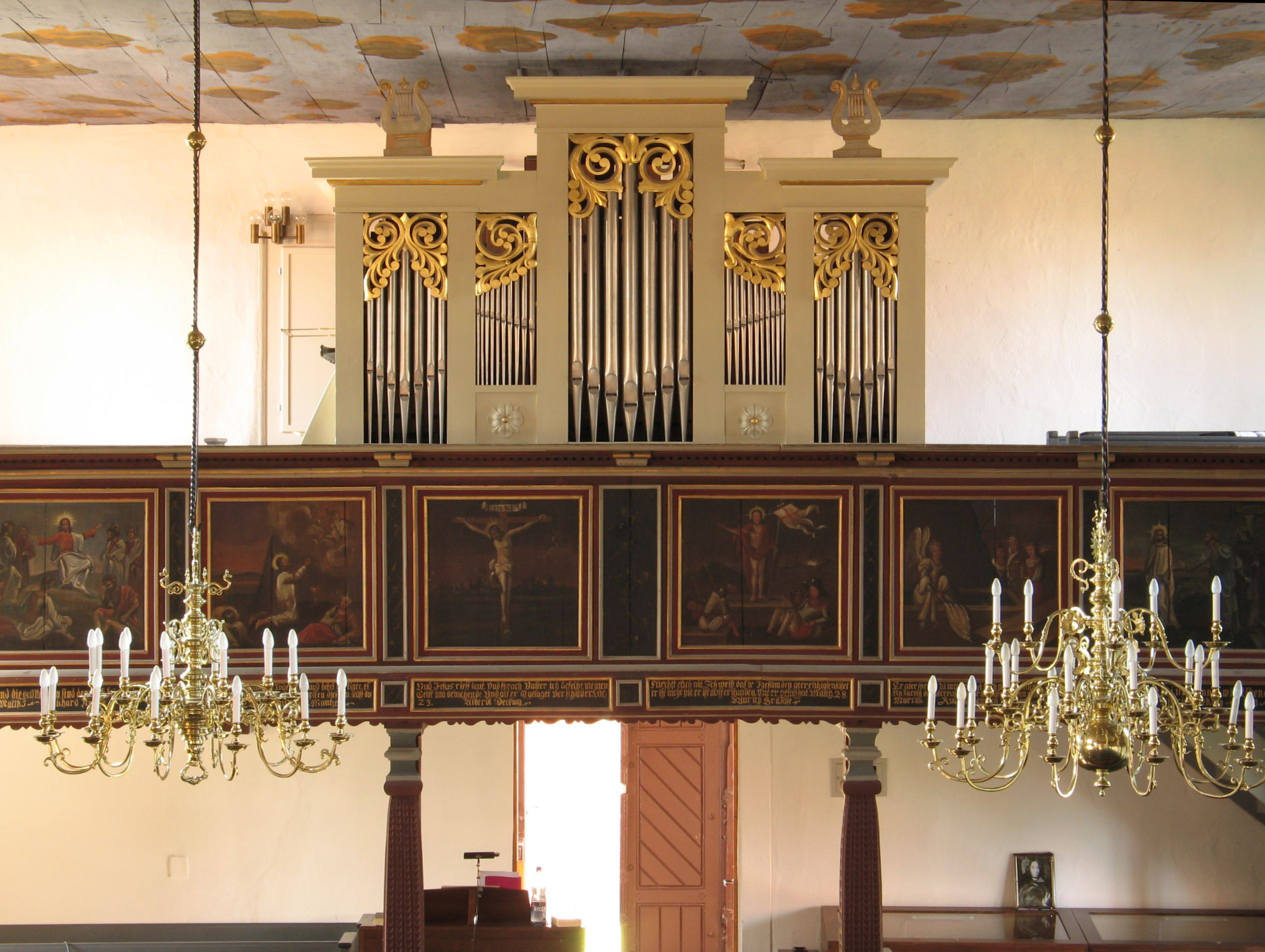
Orgel

Die evangelisch-lutherische denkmalgeschützte Kirche Estorf steht in Estorf, einer Gemeinde im Landkreis Nienburg/Weser des Landes  Niedersachsen. Die Kirchengemeinde gehört zum Kirchenkreis Nienburg im Sprengel Hannover der Evangelisch-lutherischen Landeskirche Hannovers.

## Beschreibung
Die barocke Fachwerkkirche wurde 1696 eingeweiht. Sie war bis ins 18. Jahrhundert Gutskirche. Das Kirchenschiff besteht aus Holzfachwerk, das mit Backsteinen ausgefacht ist. Der neugotische Kirchturm aus Backsteinen ist mit einem steilen, achteckigen, aus Backsteinen gemauerten Helm bedeckt. Er ersetzte 1878 den ursprünglich ebenfalls in Fachwerkbauweise errichteten Kirchturm. An der Südseite wurde 1806 ein Anbau angefügt, der um 1960 erneuert wurde. In ihm befindet sich hinter dem Portal das Vestibül.
Das Joch des Chors ist mit einem Spiegelgewölbe überspannt. In ihm sind das Jüngste Gericht sowie die vier Evangelisten dargestellt. Die Flachdecke des Langhauses ist mit einer großflächigen Darstellung des Himmels bemalt. Die Längsseiten sind mit Gemälden der zwölf Apostel ausgestaltet.
Die Kirchenausstattung ist aus der Erbauungszeit. Der Kanzelaltar aus der 2. Hälfte des 17. Jahrhunderts ist manieristisch verziert. Die Orgel wurde 1839 von Ernst Wilhelm Meyer erbaut und ist weitgehend original erhalten. Sie hat elf Register, ein Manual und ein Pedal und wurde 2005 von Jörg Bente restauriert.